# Giovanni Passeri
Giovanni Passeri (Lanciano, 14 agosto 1918 – Roma, 29 novembre 2001) è stato uno scrittore italiano.

## Biografia
Dopo aver conseguito la laurea in lettere, dalla nativa Lanciano si spostò a Roma e iniziò a collaborare al quotidiano l'Unità ricoprendo a lungo l’incarico di critico letterario. Collaborò anche, in tempi diversi, ai quotidiani Paese Sera e L'Umanità (anche di quest'ultimo fu il critico letterario). Pubblicò articoli sulla rivista Nuovi Argomenti di Alberto Carocci e Alberto Moravia. Per Il Mondo, settimanale politico e letterario diretto da Mario Pannunzio, scrisse due racconti brevi: Serata intellettuale e Una donna a Copacabana pubblicati rispettivamente nel 1956 e nel 1958.
Nel 1958 scrisse il libro-inchiesta Il pane dei carcamano, italiani senza Italia, con prefazione di Jorge Amado e Juan de Castro, un lavoro centrato sulle condizioni degli emigrati italiani in Brasile da cui emergono centinaia di dolorose odissee. Deluso dalla fredda accoglienza riservata dalla critica a questo suo impegnativo lavoro scrisse una lettera di rammarico all’amico Leonida Repaci il quale, raccogliendo lo sfogo, volle assegnare a Giovanni Passeri un "premio speciale" nell'ambito del Premio Viareggio di quello stesso anno.
Nel 1960 pubblicò Il pane rosso, un romanzo scritto dopo il rientro da un viaggio come giornalista in Cecoslovacchia nel quale cercò di cogliere la realtà della vita quotidiana in un paese del cosiddetto socialismo reale. Del 1968 è poi il romanzo Piazza Istria 12, edito con prefazione dell'amico Cesare Zavattini. Nel 1972 scrisse il racconto Per farsi sentire dai viaggiatori del treno che fu inserito nel volume Racconti dello sport, di Giuseppe Brunamontini edito da Arnoldo Mondadori Editore, una antologia di diciassette racconti a tema sportivo di Gianni Brera, Dino Buzzati, Achille Campanile, Giovanni Arpino, Piero Chiara, Massimo Grillandi ed altri famosi scrittori dell’epoca.
 Il suo ultimo romanzo fu pubblicato nel 1989 col titolo L'esilio.
Visse lunghi periodi di indigenza economica. Finalmente, nel 1991, divenne uno degli scrittori ammessi al beneficio della Legge Bacchelli che gli assegnò un vitalizio.
Morì a Roma il 29 novembre 2001.

## Riconoscimenti
Dopo la sua morte l'Amministrazione Comunale di Lanciano dedicò una via alla sua memoria.

## Opere
- Il pane dei carcamano, italiani senza Italia, Firenze, Marino Parenti Editore, 1958.
- Il pane rosso, Roma, Carucci Editore, 1960.
- Piazza Istria 12, Milano, Bietti, 1968.
- L'esilio, Roma, Serarcangeli Editore, 1989.

## Traduzioni
- Jorge Amado, Gabriella, garofano e cannella, traduzione di Giovanni Passeri, Einaudi, 1958.